# Beato Niccolò de Rupe
Beato Niccolò de Rupe är ett dekonsekrerat oratorium i Rom, helgat åt den helige Nikolaus av Flüe. Oratoriet är beläget i Manica Lunga (långa flygeln) i Palazzo del Quirinale i Rione Trevi.

## Oratoriets historia
Oratoriet är beläget i bottenvåningen i Palazzo del Quirinale, i närheten av den plats där Påvliga schweizergardet hade sin kasern. Interiören hade målningen Jungfru Marie himmelsfärd, attribuerad åt Stefano Pozzi.
År 1870 blev Palazzo del Quirinale residens för Italiens kung och oratoriet dekonsekrerades kort därefter.